# Kapi (Muhu)
Koordinaten: 58° 38′ N, 23° 14′ O
Kapi (deutsch Kappimois) ist ein Dorf (estnisch küla) auf der drittgrößten estnischen Insel Muhu. Es gehört zur gleichnamigen Landgemeinde (Muhu vald) im Kreis Saare (Saare maakond).

## Beschreibung
Der Ort hat 20 Einwohner (Stand 31. Dezember 2011). Er liegt im Nordwesten der Insel.
Der Hof entstand zur Zeit der dänischen Herrschaft über Muhu (nach 1560).